# Kuna Pelješka
Kuna Pelješka (in italiano Cunna, desueto) è una frazione del comune croato di Sabbioncello in Dalmazia.